# Hải Triều, Hải Hậu
Hải Triều là một xã cũ thuộc huyện Hải Hậu, tỉnh Nam Định, Việt Nam.

## Địa lý

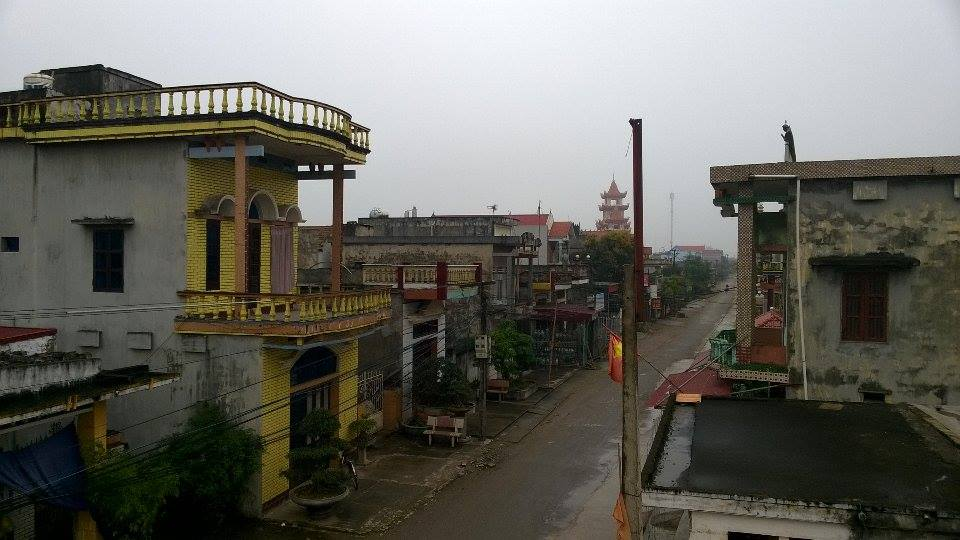
Một góc xã Hải Triều

Xã Hải Triều nằm ở phía đông nam huyện Hải Hậu, có vị trí địa lý:
- Phía đông giáp xã Hải Chính và Vịnh Bắc Bộ (Biển Đông)
- Phía tây và phía nam giáp xã Hải Hòa
- Phía bắc giáp xã Hải Xuân.

Xã Hải Triều có diện tích 2,91 km², dân số năm 2022 là 6.020 người, mật độ dân số đạt 2.068 người/km².

## Hành chính
Xã Hải Triều được chia thành 10 xóm.

## Lịch sử

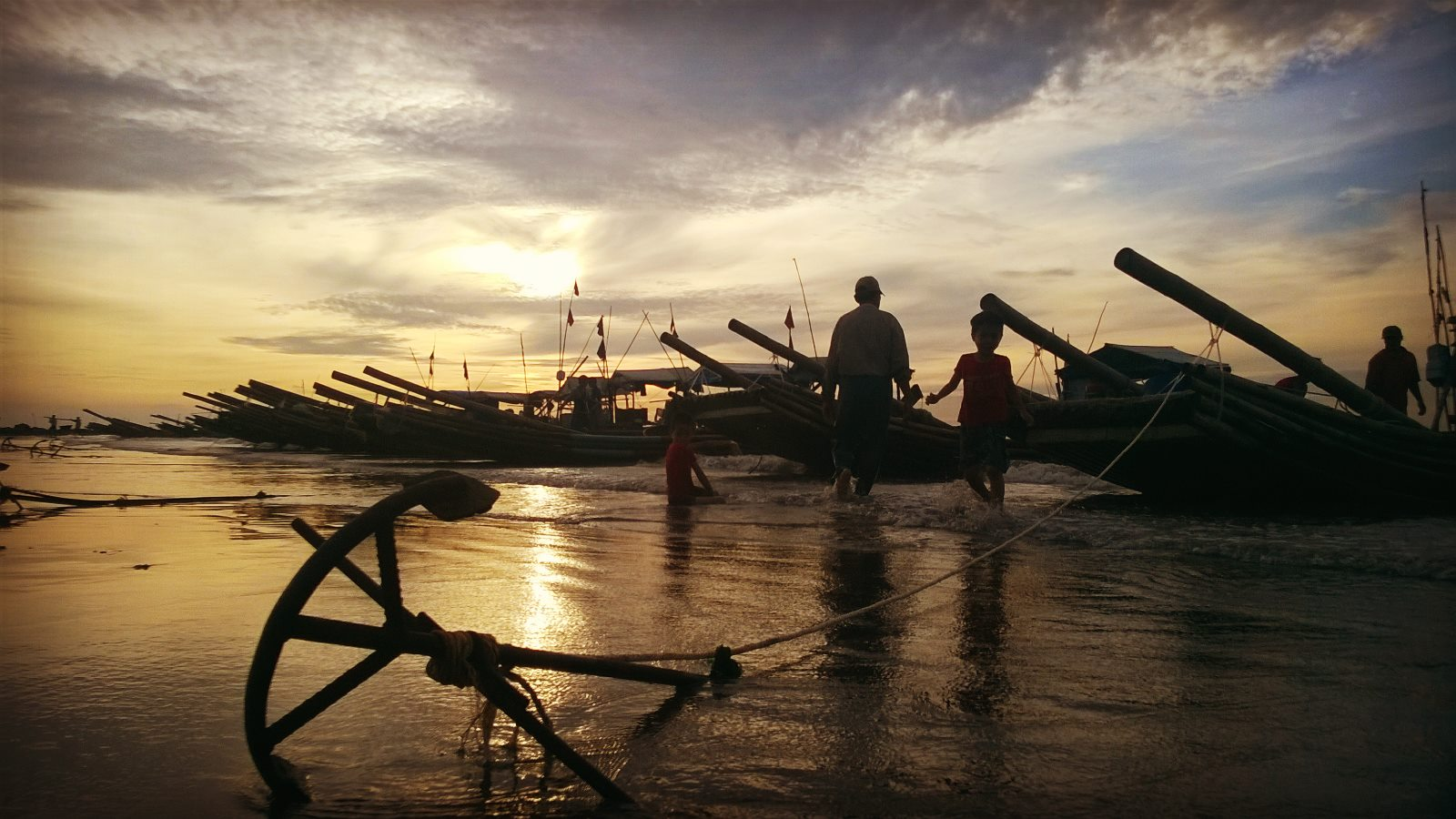
Một góc biển Hải Triều

Hải Triều có tên gọi cũ là Hạ Trại. Hiện nay đổi tên thành Hải Triều.

## Kinh tế

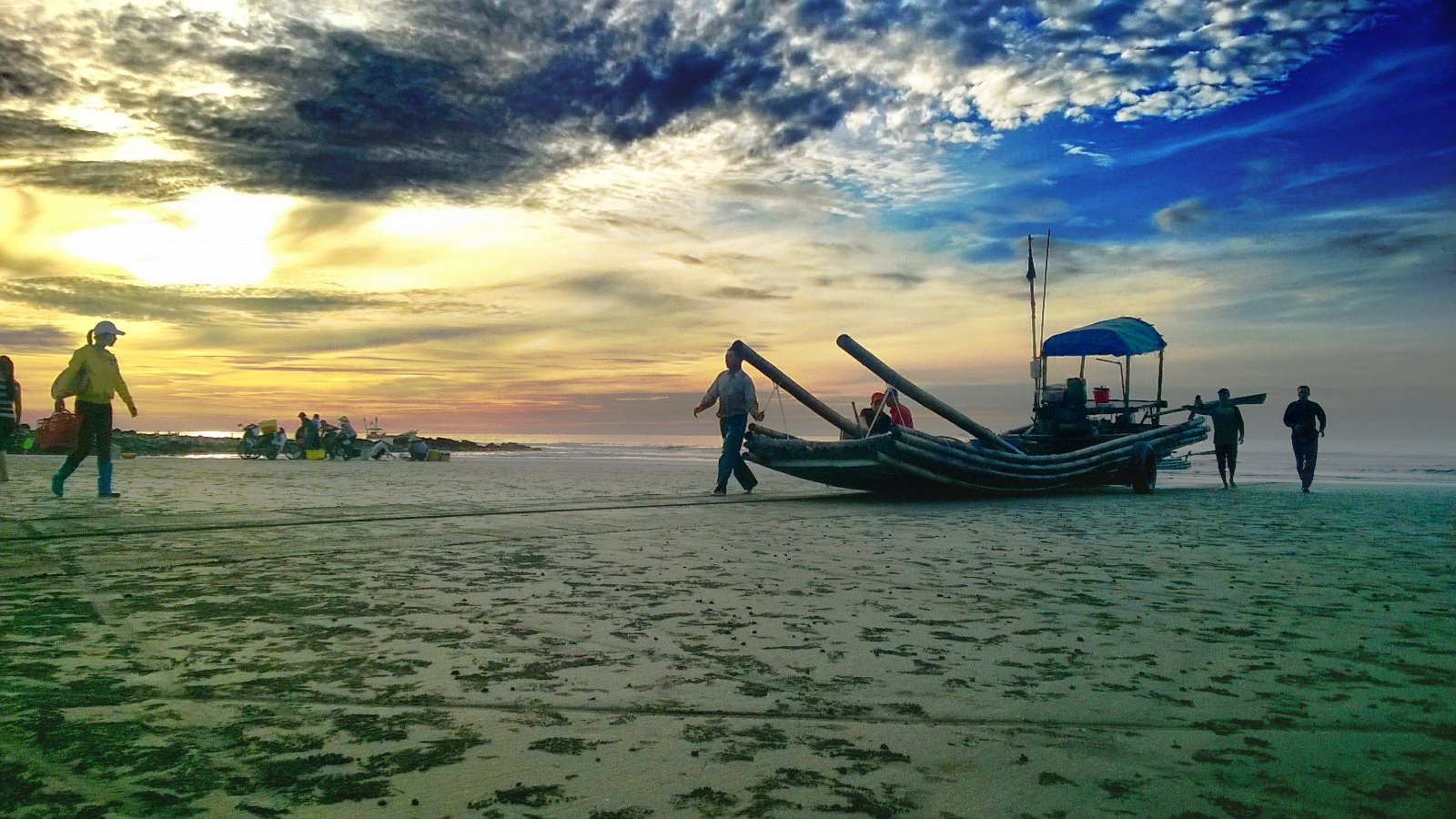

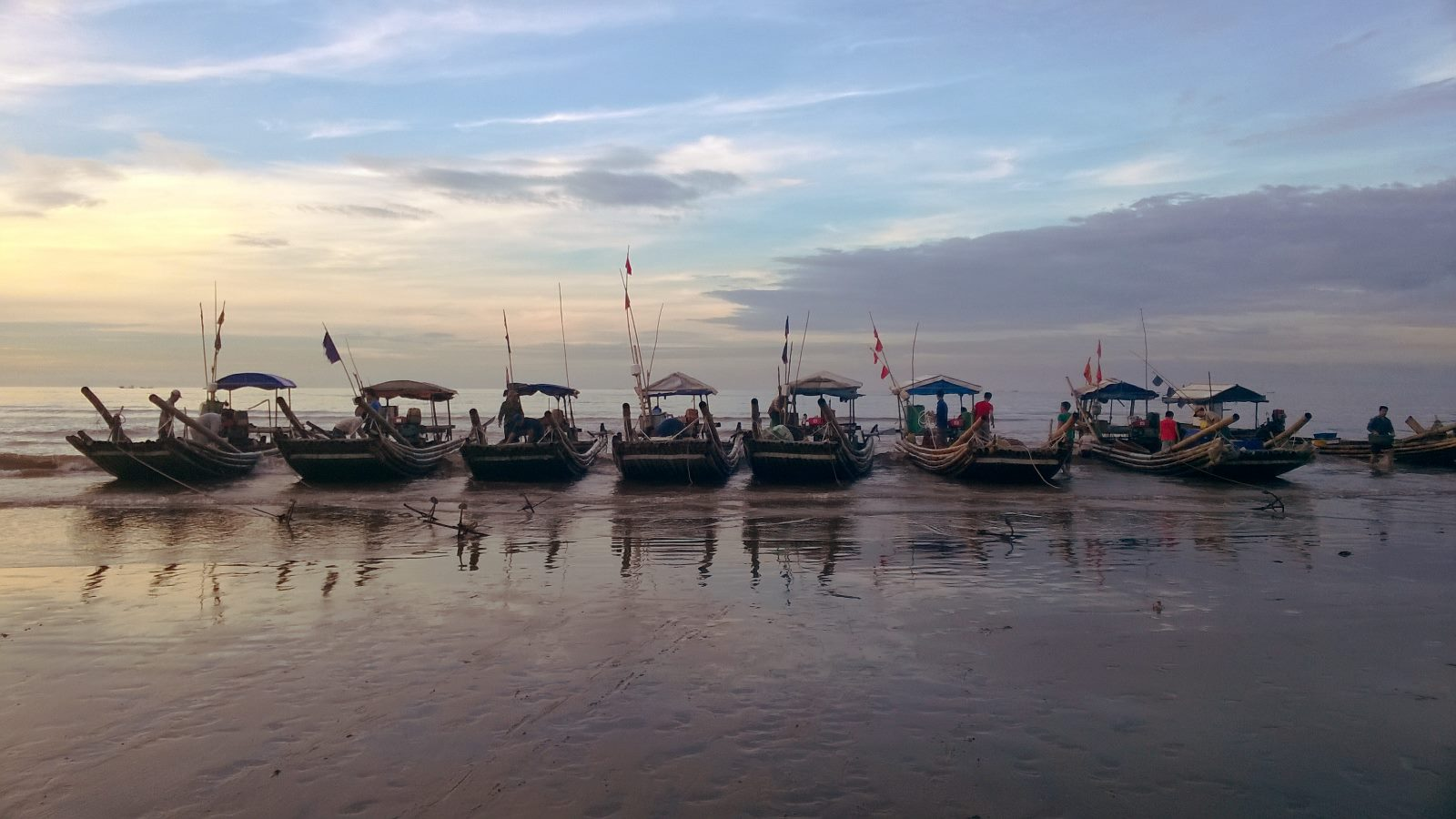
Thuyền đánh cá ở biển Hải Triều

Xã Hải Triều có gần 4 km bờ biển với nghề chính của dân từ thuở quai đê, lấn biển, lập ấp là làm muối và khai thác, nuôi trồng thải ủy sản. Nhưng có lực lượng ngư dân đông đảo tham gia đánh bắt và nuôi trồng thủy hải sản nhất nhì tỉnh Nam Định. Hằng năm đem về số lượng lớn sản phẩm hải sản từ đánh bắt đến nuôi trồng. Con người Hải Triều chịu khó, thân thiện và có truyền thống đaọ lý gia đình, lễ nghĩa và nhân ái.

## Văn hóa
Hải Triều có nhà thờ Phương Chính kiến trúc cổ 2 tầng, quay hướng Đông và là một nhà thờ đẹp nhất ở Nam Định. 75% dân số theo Đạo.

## Giao thông

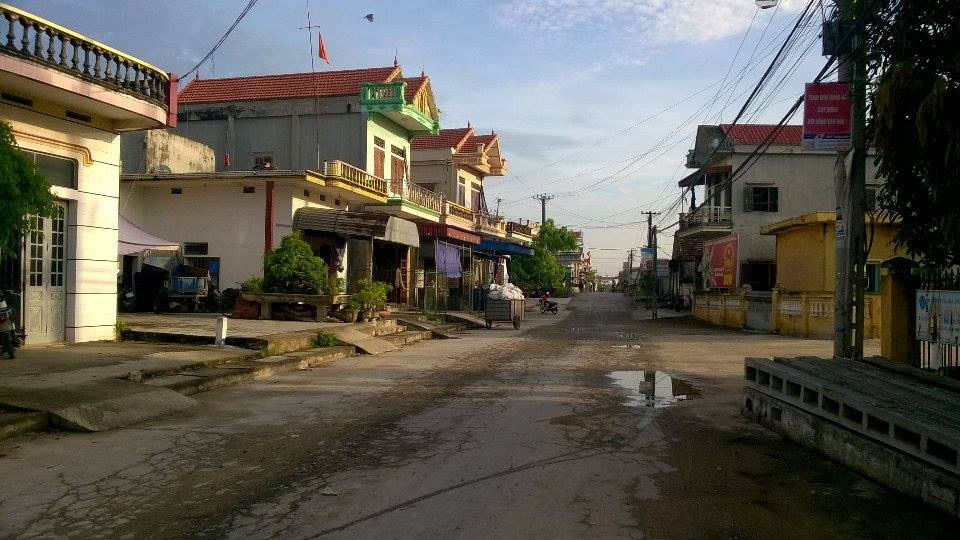
Đường trục chính xã Hải Triều

Quốc lộ 21 chạy qua rìa phía Bắc của xã, theo hướng Đông Bắc – Tây Nam, để đi tới điểm cuối là trấn Thịnh Long. Trục đường trung tâm xã đi thẳng ra biền Đông dài 1,7 km (Bắt đầu giao từ Quốc lộ 21).